# Strumiger
Strumiger is een geslacht van rechtvleugeligen uit de familie Pamphagidae. De wetenschappelijke naam van dit geslacht is voor het eerst geldig gepubliceerd in 1896 door Zubovski.

## Soorten
Het geslacht Strumiger  is monotypisch en omvat slechts de volgende soort:
- Strumiger desertorum (Zubovski, 1896)